# Lista de pessoas que morreram no dia do seu aniversário

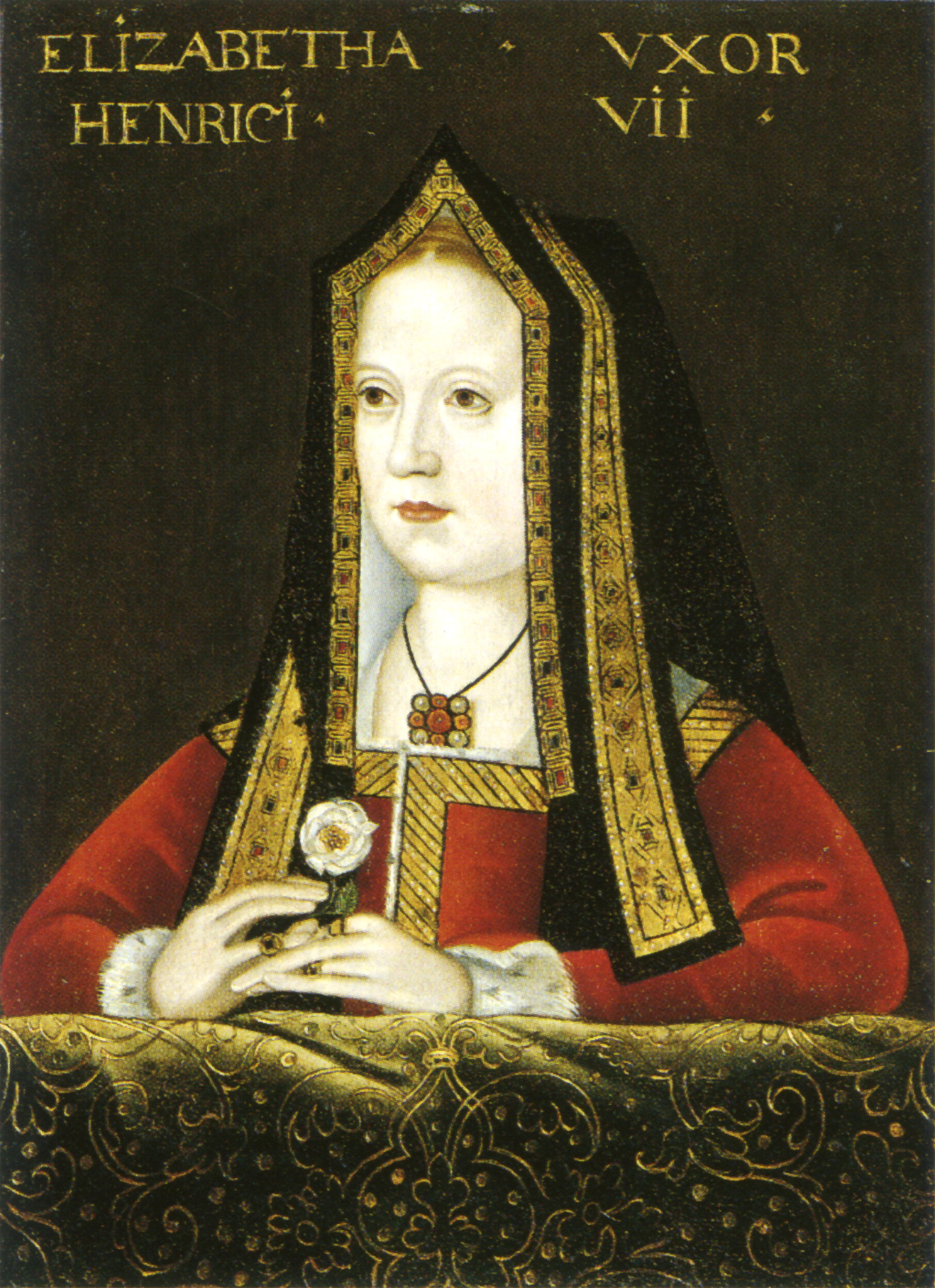
Isabel de York, rainha de Inglaterra

Esta é uma lista de personalidades conhecidas que morreram no dia do seu aniversário, organizada por ordem cronológica. A probabilidade de alguém morrer no dia do seu próprio aniversário deveria ser de 1/365,25. Para as pessoas nascidas a 29 de fevereiro, este valor desce para 1/1461. No entanto, estudos epidemiológicos indicam que há um excesso de cerca de 13% de mortes ocorrendo em dias de aniversário, para pessoas com mais de 60 anos.

## Exemplos notáveis
- Santa Rita de Cássia (22 de maio)
- Platão, filósofo grego (de acordo com o filósofo Ficino)
- Moisés, personagem bíblico (de acordo com a tradição bíblica)
- Rei David, personagem bíblico (de acordo com a tradição bíblica)
- Pompeu, general e estadista romano (26 de setembro, 106 a.C. – 48 a.C.)
- Olivier de Clisson, militar francês (23 de abril, 1336 – 1407)
- Papa Inocêncio VIII (25 de julho, 1432 – 1492)
- Isabel de York, rainha consorte de Inglaterra (11 de fevereiro, 1466 – 1503)
- Johannes Schöner, humanista e astrónomo alemão (16 de janeiro, 1477 – 1547)
- Rafael Sanzio, pintor e arquitecto italiano (6 de abril, 1483 – 1520)
- João de Deus, religioso e santo português (8 de março, 1495 – 1550)
- Henrique I, Rei de Portugal (31 de janeiro, 1512 – 1580)
- Padre Manuel da Nóbrega, chefe da primeira missão jesuítica à América (18 de outubro, 1517 – 1570)
- São Lourenço de Brindisi, religioso e santo italiano, Doutor da Igreja (22 de julho, 1559 – 1619)
- William Shakespeare, dramaturgo e poeta inglês (23 de abril, 1564 – 1616)[2]
- Hendrick de Keyser, arquiteto e escultor neerlandês (15 de maio, 1565 – 1621)
- Michael Praetorius,  compositor alemão (15 de fevereiro, 1571 – 1621)
- Giulio Roma, cardeal italiano (16 de setembro, 1584 – 1652)
- Johannes Hevelius, astrónomo germano-polaco (28 de janeiro, 1611 – 1687)
- Johann Ambrosius Bach, músico alemão, pai de Johann Sebastian Bach (24 de fevereiro, 1645 – 1695)
- John Harrison, inglês, inventor do cronómetro que permitiu determinar a longitude (24 de março, 1693 – 1776)
- Joseph Gibbs, compositor inglês (12 de dezembro, 1699 – 1788)
- Thomas Stamford Raffles, estadista britânico, fundador de Singapura (5 de julho, 1781 – 1826)
- Lourenço de Sá e Albuquerque, barão de Maranguape (2 de dezembro, 1797 – 1897)
- Nathaniel Parker Willis, escritor, poeta e jornalista norte-americano (20 de janeiro, 1806 – 1867)
- Carlo Poma, médico e ativista italiano (7 de dezembro, 1823 – 1852)
- Levi P. Morton, vice-presidente dos Estados Unidos da América (16 de maio, 1824 – 1920)
- Kamehameha V, rei do Havaí (11 de dezembro, 1830 – 1872)
- Octave Mirbeau, escritor e jornalista francês (16 de fevereiro,  1848 – 1917)
- Giuseppina Bozzacchi, bailarina italiana (23 de novembro, 1853 – 1870)
- Hugo Junkers, engenheiro alemão, pioneiro da aeronáutica (3 de fevereiro, 1859 – 1935)
- Alfredo Norfini, pintor ítalo-brasileiro (23 de dezembro,  1867 – 1944)
- Magnus Hirschfeld, médico e sexólogo alemão (14 de maio, 1868 – 1935)
- Théodore Steeg, primeiro-ministro francês (19 de dezembro, 1868 – 1950)
- Issai Schur, matemático germano-russo (10 de janeiro, 1875 – 1941)
- Frieda von Richthofen, intelectual alemã (11 de agosto, 1879 – 1956)
- Lawrence Oates, explorador norte-americano (17 de março, 1880 – 1912)
- Bidhan Chandra Roy, médico e político indiano (1 de julho, 1882 – 1962)
- Walter Norman Haworth, químico britânico, Nobel da Química (19 de março, 1883 – 1950)
- Edna May Oliver, atriz norte-americana (9 de novembro, 1883 – 1942)
- Jean Piccard, explorador suíço, pioneiro do batiscafo (28 de janeiro, 1884 – 1963)
- Michel de Klerk, arquiteto neerlandês 24 de novembro, 1884 – 1923)
- José Ferreira Queimado, proprietário português (23 de dezembro, 1913 – 2007)
- Otto Kruger, ator norte-americano (6 de setembro, 1885 – 1974)
- Nair de Tefé, caricaturista, pintora e primeira-dama do Brasil (10 de junho, 1886 – 1981)
- Franz Rosenzweig, filósofo alemão (10 de dezembro, 1886 – 1929)
- Anton Grasser, militar alemão (3 de novembro, 1891 – 1976)
- Corrie ten Boom, escritora neerlandesa (15 de abril, 1892 – 1983)
- Frederico Carlos da Prússia (6 de abril, 1893 – 1917)
- Florbela Espanca, poetisa portuguesa (8 de dezembro, 1894 – 1930)
- Machine Gun Kelly, criminoso norte-americano (18 de julho, 1895 – 1954)
- Sidney Bechet, músico de jazz norte-americano (14 de maio, 1897 – 1959)
- Filinto Müller, político brasileiro (11 de julho, 1900 – 1973)
- René Dubos, microbiologista, patologista experimental, ecologista e humanista franco-americano (20 de fevereiro, 1901 – 1982)
- Jane Ising, supercentenária germano-americana (2 de fevereiro de 1902 – 2012)
- Robert Skelton, nadador norte-americano, campeão olímpico (25 de junho, 1903 – 1977)
- Flor Peeters, organista e compositor belga (4 de julho, 1903 – 1986)
- Yasujiro Ozu, cineasta japonês (12 de dezembro, 1903 – 1963)
- Bunny Austin, tenista britânico (26 de agosto,  1906 – 2000)
- Bert Patenaude, futebolista norte-americano (4 de novembro, 1909 – 1974)
- Viktors Arājs, miliciano letão, colaborador nazi (13 de janeiro, 1910 – 1988)
- Akira Yoshizawa, artista de origami japonês (14 de março, 1911 – 2005)
- Raffaele D'Alessandro, compositor suíço (17 de março, 1911 – 1959)
- María Félix, atriz mexicana (8 de março, 1914 – 2002)
- Léon Zitrone, jornalista francês (25 de novembro, 1914 –  1995)
- Ilmari Juutilainen, piloto e ás da aviação finlandês (21 de fevereiro, 1914 – 1999)
- Franklin Delano Roosevelt Jr., político norte-americano (17 de agosto, 1914 – 1988)
- Vassilis Tsitsanis, cantor e compositor grego (18 de janeiro, 1915 – 1984)
- Alfred Kazin, escritor e crítico literário norte-americano (5 de junho, 1915 – 1998)
- Ingrid Bergman, atriz sueca (29 de agosto, 1915 – 1982)
- Óscar Únzaga de La Vega, político boliviano (19 de abril, 1916 – 1959)
- Ramsay Ames, atriz francesa (30 de março, 1919 – 1998)
- James Lovelock, pesquisador, cientista independente e ambientalista britânico (26 de julho, 1919 – 2022)
- Betty Friedan, feminista norte-americana (4 de fevereiro, 1921 – 2006)
- Bélgica Castro, atriz chilena (6 de março, 1921 – 2020)
- Chris Marker, cineasta, fotógrafo, escritor e artista multimédia francês (29 de julho, 1921 – 2012)
- Amin al-Hafiz, militar e político sírio (17 de dezembro, 1921 – 2009)
- John Marco Allegro, arqueólogo britânico (17 de fevereiro, 1923 – 1988)
- Jean-Bertrand Pontalis, filósofo, psicanalista e escritor francês (15 de janeiro, 1924 – 2013)
- Motoo Kimura, geneticista japonês (13 de novembro, 1924 – 1994)
- Peter Shand Kydd, padrasto da Princesa Diana de Gales (23 de março de 1925 – 2006)
- Manuel Marinho Alves (Maneca), futebolista brasileiro (28 de janeiro, 1926 – 1961)
- Yehoshua Glazer, futebolista israelense (29 de dezembro, 1927 – 2018)
- Félix Rodríguez de la Fuente, naturalista e apresentador espanhol (14 de março, 1928 – 1980)
- Basilio Lami Dozo, militar argentino (1 de fevereiro, 1929 – 2017)
- Milton Glaser, designer gráfico norte-americano (26 de junho, 1929 – 2020)
- Edward Seaga, primeiro-ministro da Jamaica (28 de maio, 1930 – 2019)
- Frances Allen, cientista da computação norte-americana (4 de agosto, 1932 – 2020)
- Jacques Roubaud, escritor francês (5 de dezembro, 1932 – 2024)
- Tatiana Samoilova, atriz russa (4 de maio, 1934 – 2014)
- Edwin Barnes, bispo inglês (6 de fevereiro, 1935 – 2019)
- André Isoir, organista francês (20 de julho, 1935 – 2016)
- Pino Puglisi, abençoado italiano (15 de setembro, 1937 – 1993)
- Luiz Galvão, músico brasileiro (22 de outubro, 1937 – 2022)
- Peter Woodcock, criminoso norte-americano (5 de março, 1939 – 2010)
- Luis Francisco Cuéllar, político colombiano (22 de dezembro, 1940 – 2009)
- Gilles Brown, cantor canadense (6 de fevereiro, 1943 – 2016)
- José Massa, político brasileiro (30 de abril, 1943 – 2011)
- Allah Yar Ansari, político paquistanês  (1 de maio, 1943 – 2020)
- Dick Rivers, cantor frances (24 de abril, 1945 – 2019)
- Carlos Reichenbach, cineasta brasileiro (14 de junho, 1945 – 2012)
- Michael Aris, orientalista britânico (27 de março, 1946 – 1999)
- Ahmad Zahir, cantor afegão (14 de junho, 1946 – 1979)
- Maury Chaykin, ator norte-americano (27 de julho, 1949 – 2010)
- Jean Groix, líder autonomista francês (27 de janeiro, 1950 – 1991)
- Branislav Blažić, político sérvio (1 de abril, 1957 – 2020)
- Dynamite Kid, lutador profissional britânico (5 de dezembro, 1958 – 2018)
- Wade Wilson, jogador de futebol americano estadunidense (1 de fevereiro, 1959 – 2019)
- Erhard Loretan, montanhista suíço (28 de abril, 1959 – 2011)
- Stéphane Paille, futebolista e treinador de futebol francês (27 de junho, 1965 – 2017)
- Massamasso Tchangaï, futebolista togolês (8 de agosto, 1978 – 2010)
- Eva Ganizate, soprano francesa (4 de janeiro, 1986 – 2015)
- Ellie Soutter, snowboarder francesa (25 de julho, 2000 – 2018)